# كوهي ياماغاتا
كوهي ياماغاتا (باليابانية: 山形 恭平) (مواليد 7 سبتمبر 1981)، هو لاعب كرة قدم ياباني سابق كان يلعب كلاعب وسط.

## وصلات خارجية
- كوهي ياماغاتا على موقع رابطة كرة القدم اليابانية للمحترفين (اليابانية)
- كوهي ياماغاتا على موقع قاعدة بيانات كرة القدم.إي يو (الإنجليزية)
- كوهي ياماغاتا على موقع عالم كرة القدم.نت (الإنجليزية)